# ان‌جی‌سی ۳۱۲
ان‌جی‌سی ۳۱۲ (انگلیسی: NGC 312) نام یک کهکشان در صورت فلکی سیمرغ است.